# 休宁站
休宁站是皖赣铁路的一个车站，位于安徽省黄山市休宁县海阳镇，休宁县城北面。车站仅办理专用线货运业务，距芜湖站264公里，距贵溪站286公里，现由上海铁路局芜湖车务段管辖，是上海铁路局的“先进中间站”和“班组文化建设示范点”之一。

## 历史
休宁站于1984年5月31日随皖赣铁路投入运营。在当时公路基础建设条件非常落后的情况下，铁路的开通加大了休宁县城与外界的联系，当地市民和货物均通过铁路前往和发往全中国各地。休宁站业务最繁忙时每天有近20趟客货运列车，需办理售票、行包及行李托运，每天发送客流可达五六千人；当地的生产材料和货品如木材、毛竹、啤酒等通过铁路发送至路网各地，同时接收从外地运来的粮食、化肥、煤炭、钢材等物资。
2000年来，随着当地交通状况的逐渐改善，以及在数次中国铁路大提速影响下，铁路部门决定关停部分皖赣铁路车站的客运业务，使得相邻客运站之间的距离能达到50公里，以减少列车停站多导致列车平均旅速低的情况。由于休宁站离黄山站距离较近，上海铁路局决定在2007年5月取消休宁站客运业务；在客运业务停办之后，车站于2008年4月停办行包业务。车站货运业务于2008年9月1日正式停办。

## 运营状况
目前休宁站共有17名职工，办理列车通过、会让业务和通勤列车旅客乘降业务，不办理行李、包裹托运业务。车站每日有一对来往黄山和倒湖的通勤列车停靠，供车站及沿线铁路职工使用。货运仅办理专用线、专用铁路货运作业，办理整车危险品货物运输，主要发到物品为柴油。车站设有一条通往安徽储备物资管理局三五九处的专用线。

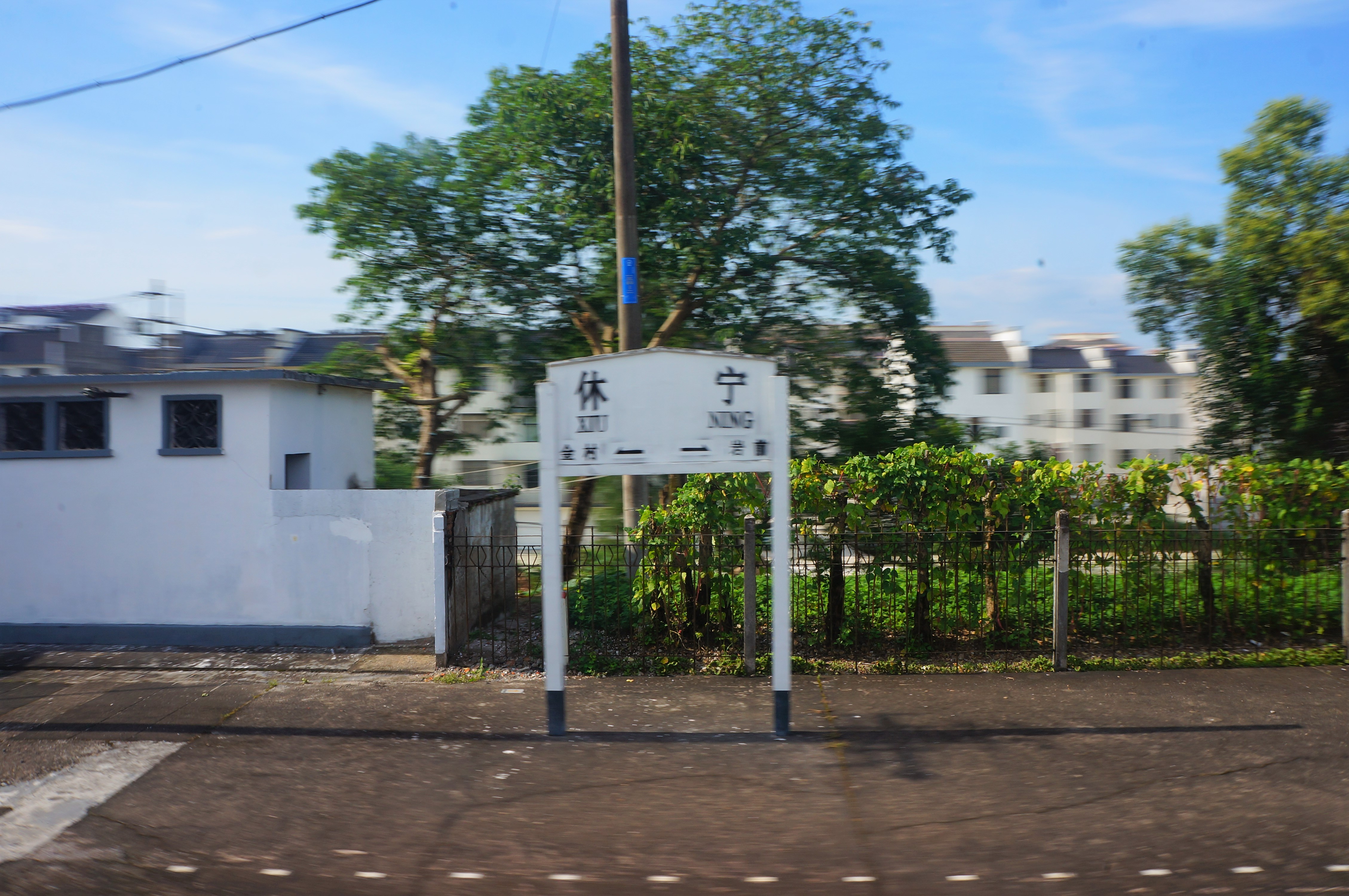
休宁站站牌和卫生间
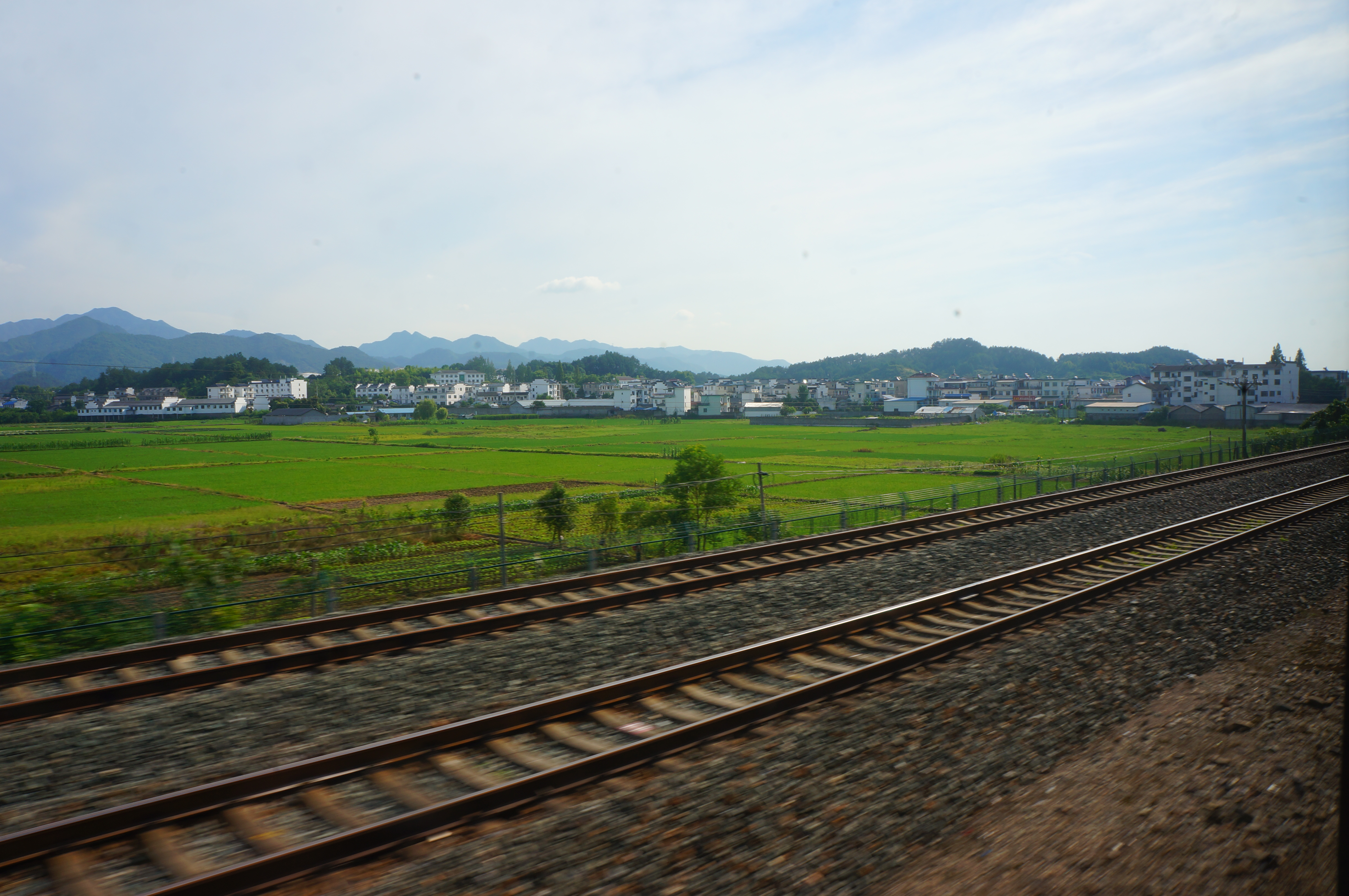
车站站场
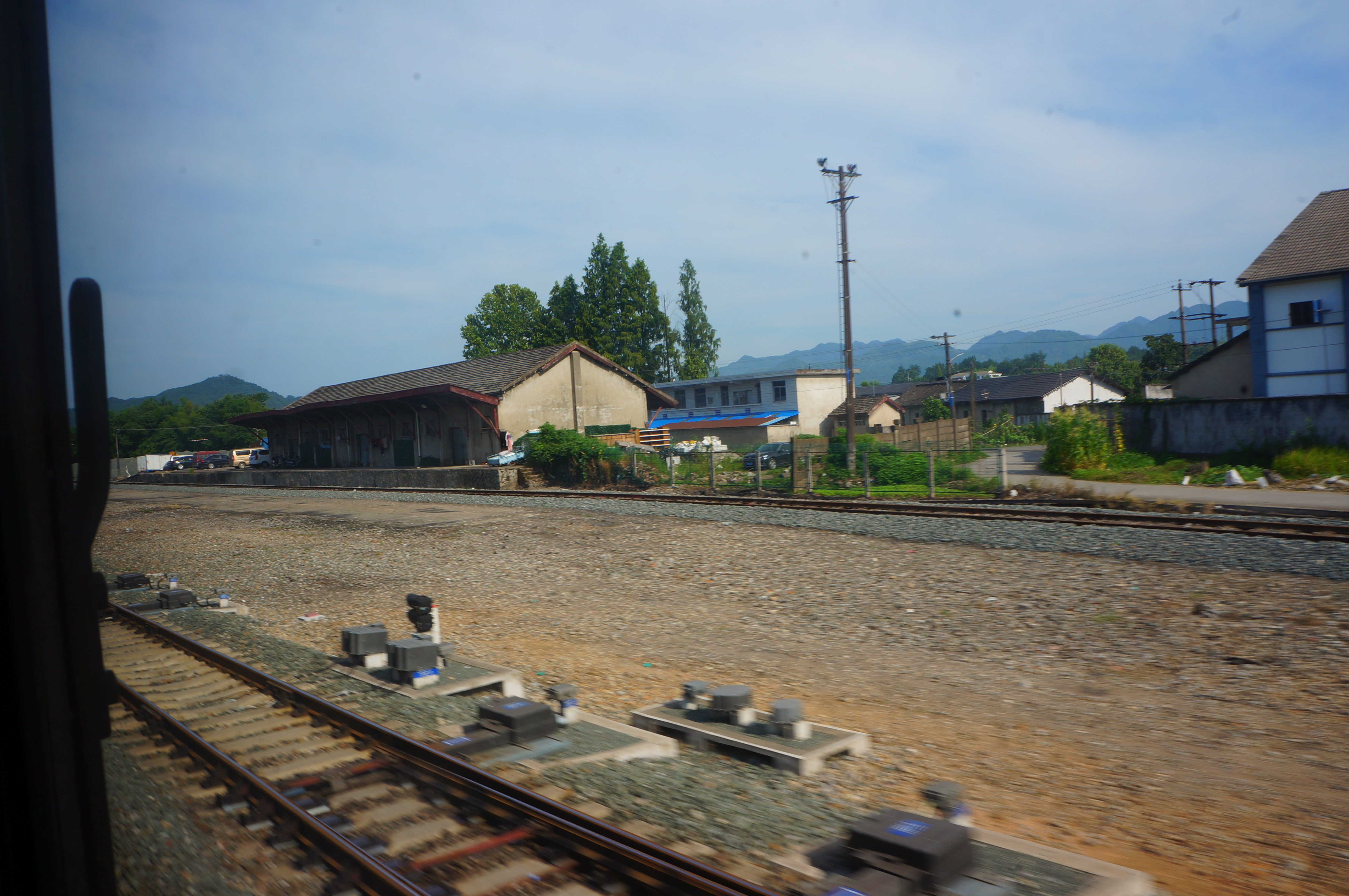
车站货场
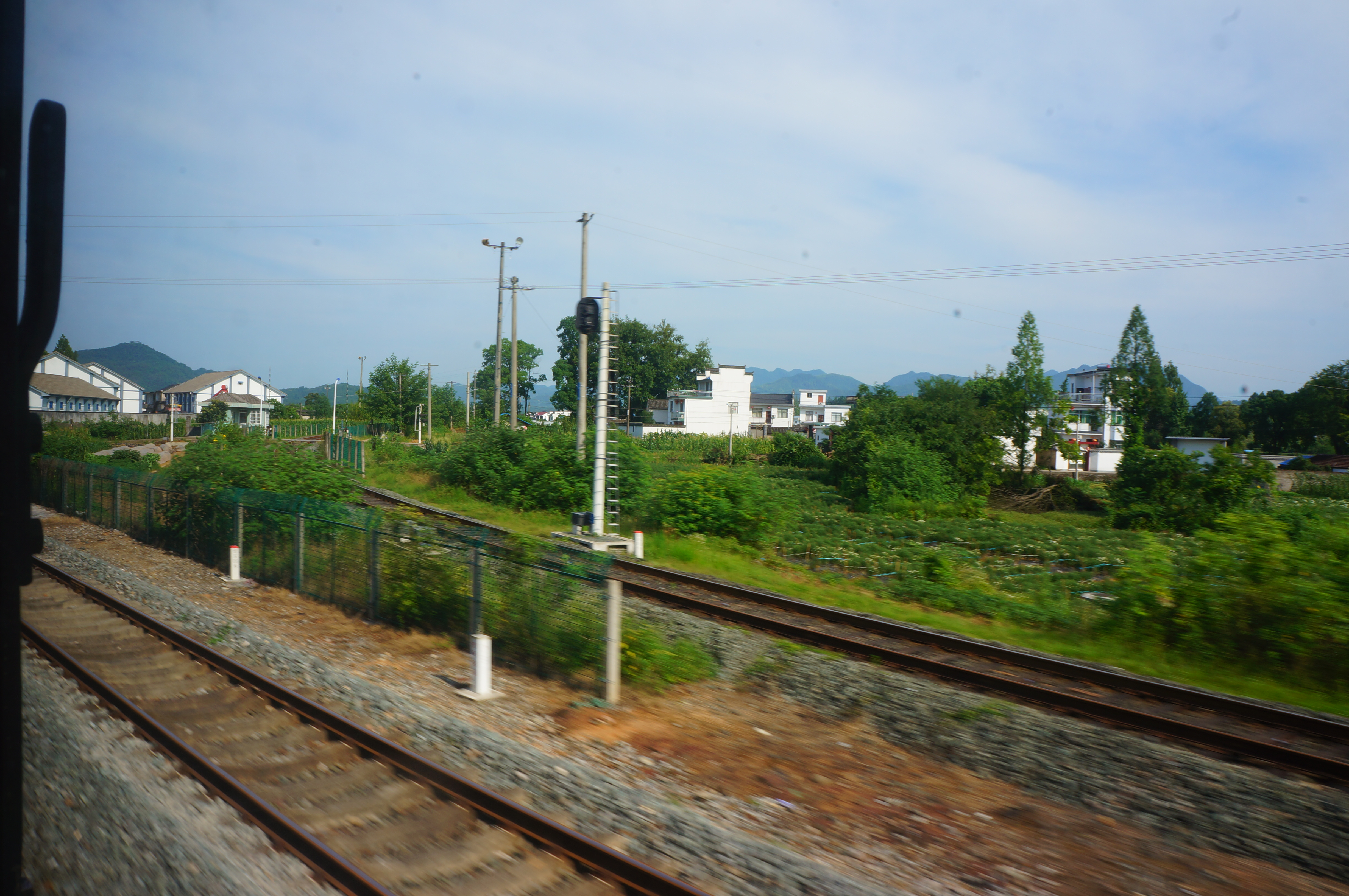
专用线